# Bert McCaffrey
Albert John „Bert“ McCaffrey (* 11. April 1894 in Listowel, Ontario; † 15. April 1955) war ein kanadischer Eishockeyspieler, der in seiner aktiven Zeit von 1916 bis 1933 unter anderem für die Toronto St. Patricks, Pittsburgh Pirates und Canadiens de Montréal in der National Hockey League gespielt hat. Bei den Olympischen Winterspielen 1924 gewann er als Mitglied der kanadischen Nationalmannschaft die Goldmedaille.

## Karriere
Bert McCaffrey begann seine Karriere als Eishockeyspieler im Amateurbereich bei mehreren Mannschaften der Seniorenliga der Ontario Hockey Association. Dort spielte er zwischen 1916 und 1920 jeweils ein Jahr lang für die Toronto Riversides, Toronto Crescents, Toronto Dentals und den Parkdale Canoe Club. Von 1920 bis 1924 lief der Verteidiger in der OHA für die Toronto Granites auf, mit denen er 1922 und 1923 jeweils den Allan Cup, den kanadischen Amateurmeistertitel, gewann. Mit den Granites repräsentierte er 1924 Kanada bei den Olympischen Winterspielen. Von 1924 bis 1927 spielte er für die Toronto St. Patricks aus der National Hockey League.
Die Saison 1927/28 begann McCaffrey erneut in Toronto, ehe er im Dezember 1927 innerhalb der NHL zu den Pittsburgh Pirates transferiert wurde. Dort blieb er zwei Jahre lang, ehe er im Dezember 1929 im Tausch gegen Gord Fraser an die Canadiens de Montréal abgegeben wurde. Mit den Canadiens gewann er auf Anhieb am Ende der Saison 1929/30 den prestigeträchtigen Stanley Cup. Auch die Saison 1930/31 begann der Kanadier bei den Canadiens in der NHL. Zwar gewann seine Mannschaft erneut den Stanley Cup und er hatte genug Spiele absolviert, jedoch wurde sein Name nicht auf dem Pokal eingraviert, da er zur Saisonmitte an die Providence Reds aus der Canadian-American Hockey League abgegeben wurde. In der CAHL spielte er zuletzt von 1931 bis 1933 für die Philadelphia Arrows, ehe er seine Karriere im Alter von 39 Jahren beendete.

### International
Für Kanada nahm McCaffrey an den Olympischen Winterspielen 1924 in Chamonix teil, bei denen er mit seiner Mannschaft die Goldmedaille gewann.

## Erfolge und Auszeichnungen
- 1922 Allan-Cup-Gewinn mit den Toronto Granites
- 1923 Allan-Cup-Gewinn mit den Toronto Granites
- 1930 Stanley-Cup-Gewinn mit den Canadiens de Montréal

### International
- 1924 Goldmedaille bei den Olympischen Winterspielen